# Ресистенсия (Чако)
Ресистенсия (исп. Ciudad de Resistencia) — административный центр провинции Чако, расположенный на юго-востоке провинции, в северо-восточной части департамента Сан-Фернандо, являясь его главным городом с населением 291 720 жителей. (2010 год) и 359 590 человек, учитывая пригороды. Образует конурбацию с Корриентес, с населением более 800 тысяч человек.
Это самый густонаселенный город Чако, его административный, торговый и культурный центр. Кроме того, он с самого начала имел особое значение в регионе северо-востока страны, как крупный транспортный узел. Ресистенсию называют «Городом скульптур» и «Открытым музеем» из-за более чем 800 работ, выставленных на его улицах.

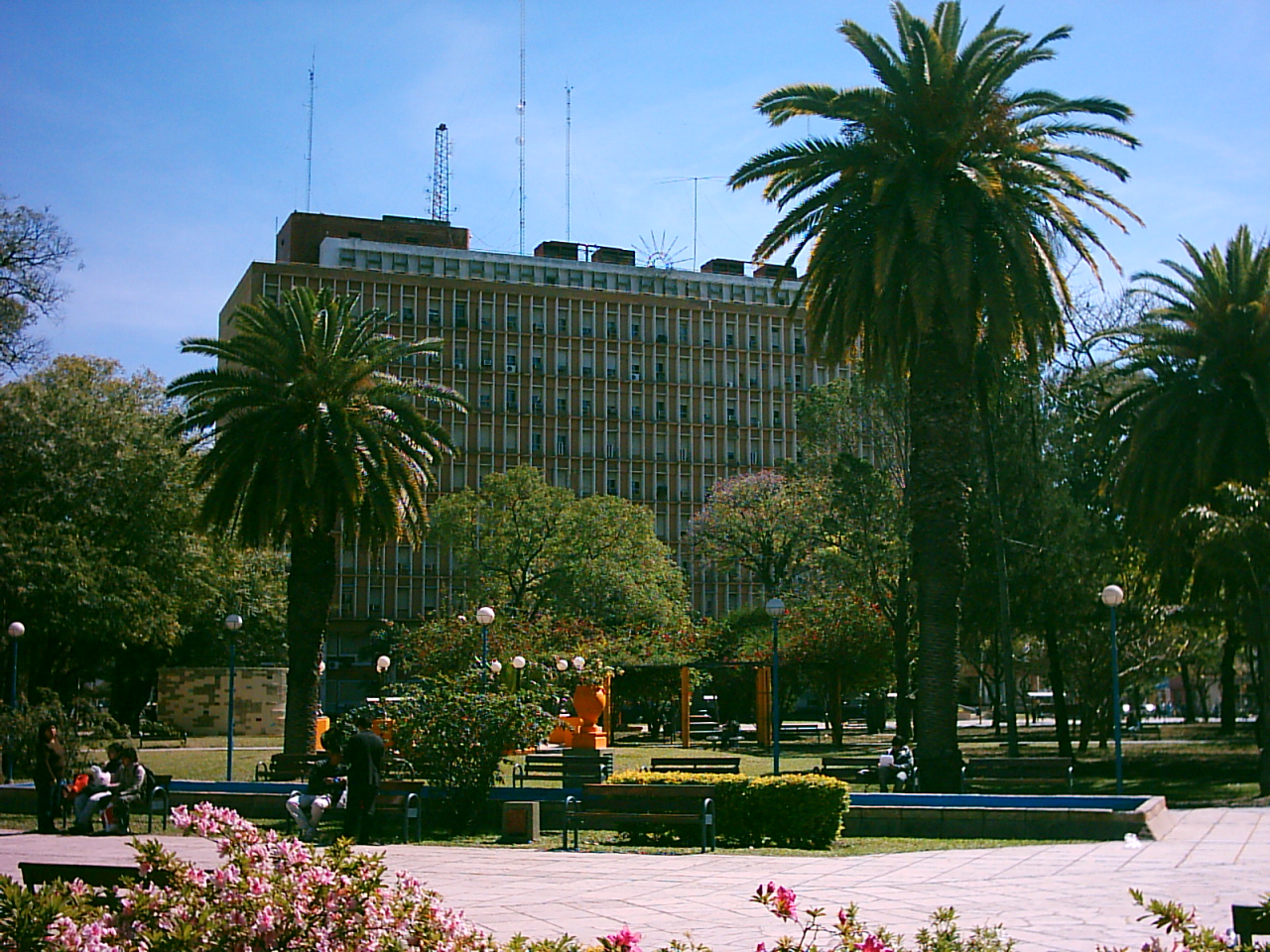
Дом Правительства провинции Чако

Города Ресистенсия и Корриентес, связанные мостом Генерала Мануэля Бельграно над рекой Парана, являются мощным политико-экономическим узлом в регионе Северо-Восточной Аргентины, сопоставимые по величине и важности с парой Санта-Фе — Парана.
Первое поселение на месте города, существовавшее между 1750 и 1767 годами, называлось Сан-Фернандо-дель-Рио-Негро. Образован город 27 января 1878 года, но днём основания считается 2 февраля 1878 года, когда на место будущего города прибыли первые поселенцы — иммигранты из Фриули (Италия).

## География и климат
Ресистенсия расположена в аллювиальной долине Параны (расстояние до реки 15 км), поэтому в период больших наводнений река и её притоки могут заливать практически весь город. Сегодня система земляных валов и дамб на реке Рио-Негро защищает город от опасности.
Река Рио-Негро, через которую построены четыре моста, пересекает город с северо-запада на юго-восток. В Рио-Негро, в черте Ресистенсии, впадает слева 2 небольших притока, Охеда и Стивенс-крик. Рио-Негро является важным средством сообщения по водным путям с остальной частью провинции.
Климат субтропический, без сухого сезона, около 1200 мм осадков в год, (сухой период, 1870—1920 гг., 900 мм осадков в среднем).
Лето, как правило, очень жаркое с высокой влажностью, когда температура +35 ° С является вполне обычной. Зима здесь мягкая, но с несколькими морозными днями, однако температура редко опускается ниже 0 °C. В современной истории снега в городе не было.

## Города-побратимы
- Удине, Италия (1978)
- Тренто, Италия (2002)
- Асунсьон, Парагвай (2006)
- Сан-Висенти, Бразилия (2006)
- Сенигаллия, Италия (2011)
- Корриентес, Аргентина

## Достопримечательности

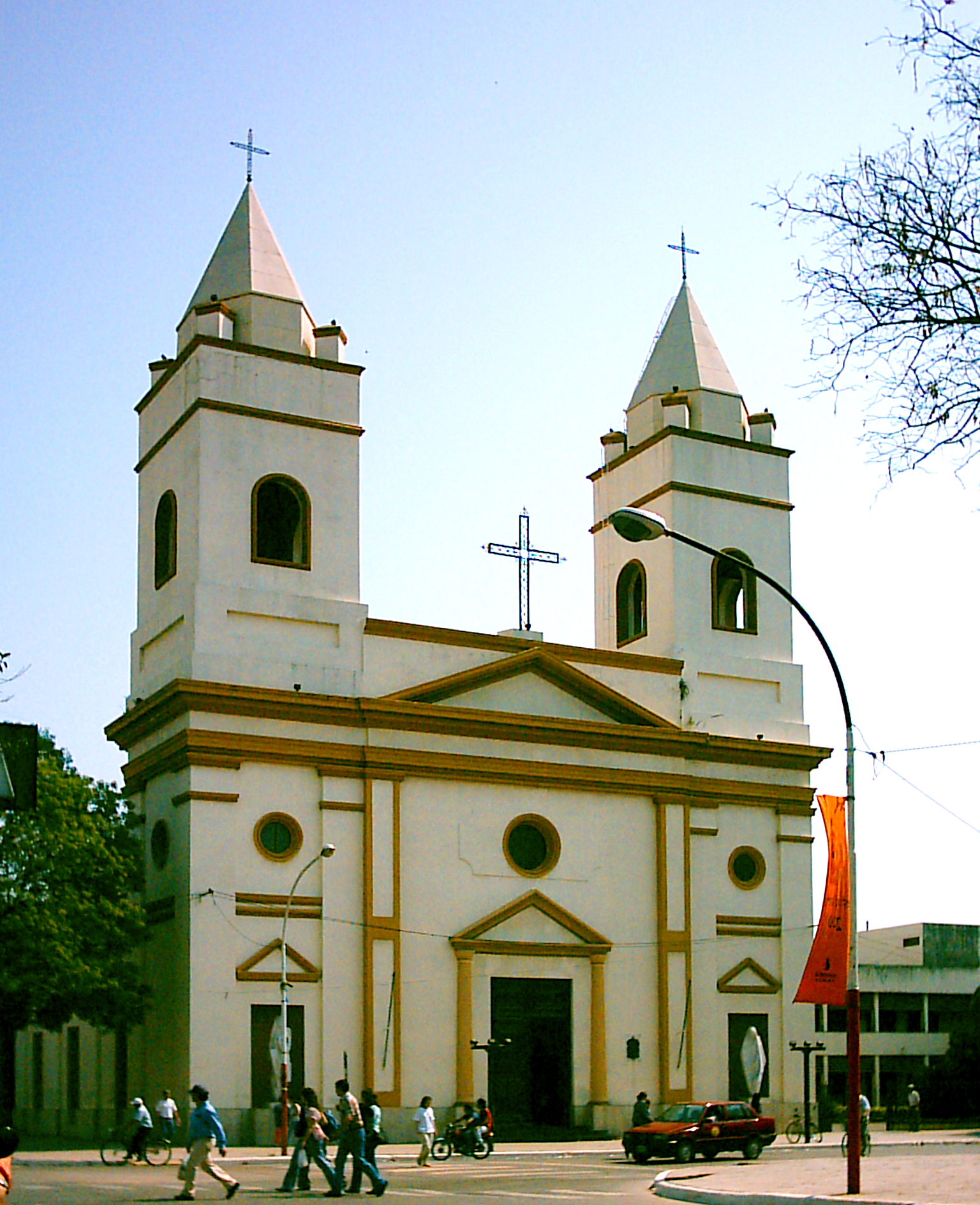
Кафедральный собор Сан-Фернандо